# David Vodrážka
David Vodrážka (ur. 23 marca 1971 w Pradze) – czeski polityk, burmistrz dzielnicy Praga 13. Pierwszy wiceprzewodniczący Obywatelskiej Partii Demokratycznej (ODS).

## Życiorys
David Vodrážka studiował w Wyższej Szkole Finansów i Zarządzania. Po studiach pracował jako elektromechanik, a następnie jako menedżer.
W 1998 wstąpił do Obywatelskiej Partii Demokratycznej. W 2002 został burmistrzem dzielnicy Praga 13. 7 grudnia 2008 objął funkcję pierwszego wiceprzewodniczącego ODS. Popularność zyskał, gdy skrytykował projekt nowego budynku Biblioteki Narodowej nazywając go plwociną.